# Щербаков, Всеволод Сергеевич
Все́волод Серге́евич Щербако́в (10 декабря 1904, Москва — 1963, Москва) — советский художник, педагог, создатель авторской системы творческого воспитания детей в области изобразительного искусства.

## Биография
В. С. Щербаков учился в школе г. Пушкино Московской губернии, начинал свою деятельность в искусстве с театра, учился у Е. Б. Вахтангова, В. Э. Мейерхольда.
Учился живописи в «Классах изящных искусств» художника и архитектора Анатолия Оттовича Гунста (1858—1919), у графика Павла Яковлевича Павлинова (1881—1966).
Был знаком с В. А. Фаворским, скульптором Иваном Семёновичем Ефимовым (1878—1959) и его супругой, художницей Ниной Яковлевной Симонович-Ефимовой (1877—1948).
Не получив законченного художественного образования, работал художником в кукольном театре с С. В. Образцовым.
В 1932 году Щербаков принят на работу методистом в отдел изобразительного искусства Центрального дома художественного воспитания детей (с 1946 года — Институт художественного воспитания детей АПН РСФСР, с 1998 года — Институт художественного образования РАО).
В 1930-х годах много работал для театра. На фронте при первой возможности делал зарисовки на бумаге.
В 1940—1950-х годах работал на киностудии «Союзмультфильм» и студии «Диафильм», был художником-постановщиком, декоратором. Занимался живописью, графикой, торцовой ксилографией.
Щербаков организовал изостудии Центрального дома художественного воспитания детей, Бауманского и Кировского районных Домов пионеров Москвы, являлся их руководителем и педагогом.
С 1956 года и до конца жизни руководил изостудией Дома пионеров Краснопресненского района Москвы (Глубокий пер., 7) — ныне Государственное образовательное учреждение Детский юношеский центр «Пресня».

## Педагогическая деятельность
В 1930-х годах совместно с начальником отдела изобразительного искусства Центрального дома художественного воспитания детей Галиной Викторовной Эйснер-Лабунской (1893—1970) разрабатывал новые учебные программы и методики с учетом психологических особенностей и творческих возможностей детей различного возраста.
Щербаков являлся одним из родоначальников разработки методик внешкольной работы с детьми и подростками в области изобразительного искусства, создал эффективную систему творческого обучения и воспитания подрастающего поколения от дошкольного до юношеского возраста.
Отличительной чертой Щербакова было отсутствие какого-либо давления на детей, навязывания изобразительных приёмов. Основной задачей педагога он считал творческое развитие ученика, как личности. Педагог должен развивать у каждого ребёнка творческую индивидуальность, способность к композиционному видению, колористическому мышлению, волю и внимание, пробудить «стихию творчества».
Щербаков разработал систему творческих задач, которые он ставил перед учениками, сообразуясь с их возрастом и индивидуальными возможностями. На первом этапе обучения ребёнок на несложных натюрмортах учится реалистическому восприятию пропорций, пространственному мышлению, глазомеру. Одновременно осваиваются необходимые элементы техники рисунка и живописи. При этом он избегал гипсовых моделей — дети сразу начинали с цвета, с красок.
Одним из ключевых вопросов обучения Щербаков считал осмысленное восприятие перспективы, которое являлось довольно трудным для детей младшего возраста. Он учил видеть предметы в объёме, в богатстве формы, в композиции.
На последующих этапах обучения реальные образы перерабатываются в художественные, происходит закономерный отход от «наивного реализма». Усложняются и технические приёмы, осваивается живопись маслом, пастелью, темперой. Появляются пейзажи, сюжетные городские зарисовки, картинки «по памяти», «из головы» и т. д. Щербаков часто выезжал с учениками за город, в частности, в живописный район города Ступино Московской области.
Наиболее трудный жанр — портретный — ученики начинали осваивать в 14—16 лет. Щербаков, применяя нехитрый педагогический приём, просил написать портрет дорогого начинающему художнику человека, тем самым стимулируя интерес к внутреннему миру «модели».
Работы учеников Щербакова 1930—1950-х годов в 1990 году переданы наследниками художника в Институт художественного образования РАО. Ныне они представляют часть коллекции детского рисунка, охватывающей работы из многих стран с 1897 года до нашего времени.

## Собственные работы
- Мультфильм «Злодейка с наклейкой» (режиссёр) 1954 год, по сценарию С. В. Михалкова, киностудия «Союзмультфильм»
- Мультфильм «Юля-капризуля» (режиссёр, художник-постановщик), 1954 год, киностудия «Союзмультфильм».
- Диафильмы для детей — студия «Диафильм»
- Посев. 1932. Гравюра
- Большая Пионерская. 1938. Гравюра
- Ворона. 1940. Гравюра
- Воспоминания о войне. 1944. Гравюра
- Гоголь. «Портрет». 1957. Гравюра. Варианты — уголь, бумага.

## Известные ученики
- Касторская Галина Сергеевна (рожд. 1924) — художник.
- Зайцев Алексей Сергеевич (рожд. 1927) — график, заслуженный деятель искусств РФ (1999 год), профессор исторического факультета МГУ.
- Баранов, Леонид Михайлович (рожд. 1943) — скульптор, член Союза художников СССР с 1969 г., член-корреспондент Академии художеств России.
- Болотина Ирина Самуиловна (1944—1982) — живописец, член Союза художников СССР, кандидат искусствоведения.
- Каплан Ярослава Борисовна (рожд. 1944) — живописец, пейзажист, член Союза художников СССР с 1977 г.
- Соломатина Валентина Анатольевна (рожд. 1944) — художник.
- Соломатина Татьяна Анатольевна (рожд 1945) — художник.
- Владимиров Алексей Петрович (рожд. 1946) — художник-реставратор, директор Государственных центральных научно-реставрационных мастерских им. И. Э. Грабаря.
- Зобнин Анатолий Павлович (рожд. 1948) — архитектор, заместитель председателя Москомархитектуры.

## Семья
Вся семья Щербакова посвятила жизнь изобразительному искусству.
Жена Всеволода Сергеевича — Любовь Дмитриевна (1905—1973), художница театра кукол.
Дочь — Елена Всеволодовна Черкасова (р. 1931), художник-кукольник студии «Диафильм», киностудий и театров. Отличник кинематографии СССР.
Сын — Алексей Всеволодович Щербаков (1927—1990), архитектор и живописец, закончил Московский архитектурный институт, был членом Союза художников. Кандидат педагогических наук, продолжал дело своего отца, руководил детскими художественными студиями.
Жена А. В. Щербакова — Ирина Самуиловна Болотина (1944—1982), ученица В. С. Щербакова, живописец, кандидат искусствоведения.
Их дочь, Мария Алексеевна Щербакова (р. 25.12.1980) — художница, хранительница художественного наследия В. С. Щербакова.

## Выставки
- В 2004 году в Инженерном корпусе Государственной Третьяковской галереи прошла выставка, посвящённая 100-летию со дня рождения Щербакова.
- В 2009 году в Центре эстетического воспитания для детей и юношества «Мусейон» Государственного музея изобразительных искусств им. А. С. Пушкина прошла выставка «Художник-педагог В. С. Щербаков (1904—1963) и его ученики», был выпущен каталог графических работ художника.